# Joseph Kabui
Joseph Kabui (* vermutlich 1954 in Panguna, Zentral-Bougainville; † 7. Juni 2008 in Buka, Nord-Bougainville) war ein Politiker in Papua-Neuguinea. Er war von 2005 bis 2008 erster Präsident der Autonomen Region Bougainville. Er war bereits vor dem Bürgerkrieg in den 1980er Jahren Premier der North Solomones Province (heute Bougainville).

## Lebenslauf
Joseph Kabui wurde vermutlich 1954 in Panguna (Zentral-Bougainville) geboren. Manche Quellen geben als Geburtsjahr auch etwa 1950 an.
Kabui stand während des fast 10 Jahre andauernden Bürgerkriegs auf der papua-neuguineischen Insel Bougainville Bougainville Revolutionary Army (BRA) nahe. In dessen Verlauf überwarf er sich nach einiger Zeit mit deren Führer, dem Hardliner Francis Ona. Zusammen mit zahlreichen anderen führenden Persönlichkeiten Bougainvilles stimmte er 1998 einem Waffenstillstand zu. Im Jahr 2001 unterschrieb er zusammen mit diesen das Bougainville Peace Agreement, das eine weitgehende Autonomie Bougainvilles von Papua-Neuguinea (PNG) festschreibt. Zudem wurde vereinbart, dass nach weiteren 10 bis 15 Jahren ein Referendum über die vollkommene Unabhängigkeit der Autonomen Region Bougainville von PNG abgehalten werden soll.
Aus den Wahlen zur Präsidentschaft Bougainvilles im Jahre 2005 ging Kabui mit absoluter Mehrheit (fast 38.000 von 69.385 gültigen Stimmen) als Sieger hervor. Die großen Fragen der Präsidentschaft des in Bougainville und Übersee geachteten Politikers waren die Erlangung wirtschaftlicher Unabhängigkeit Bougainvilles und die Festigung des Friedens unter dem Motto „peace by peaceful means“.
Er verstarb am 7. Juni 2008 in Buka (Nord-Bougainville) an einem langjährigen Herzleiden.